# くせになるややこしさ ブラックマヨネーズのハテナの缶詰
くせになるややこしさ ブラックマヨネーズのハテナの缶詰（くせになるややこしさ ブラックマヨネーズのハテナのかんづめ）は、読売テレビ（ytv）で2012年1月27日から2015年3月27日まで毎週金曜日の24:58 - 25:28（関西ローカル）に放送されていたトーク・バラエティ番組。ハイビジョン制作。

## 概要
ブラックマヨネーズが世の中の様々な“ややこしい”=“ハテナ”にスポットを当て、追求していくトークバラエティー。
当初の番組タイトル案は「ミミズの缶詰」だった。これは「ミミズの缶詰」を表す英熟語“a can of worms”に「ややこしい問題」という意味があることから考案されたが、あまり馴染みがない上にグロすぎるという理由でブラマヨが猛反対し、現在のタイトルになった。しかしクエスチョンマークをモチーフにしたマスコットキャラクターのデザインに、その名残がある。
隔週金曜日に読売テレビ本社スタジオで公開収録（2本録り）が行われていた（ただし観覧は20歳以上の女性限定）。
2012年6月17日の15:00 - 16:25に『ブラックマヨネーズのハテナの缶詰 全部レアすぎてどうかしてるぜ!SP』が放送され、フジテレビ系列である沖縄テレビでも2012年11月11日の16:00‐17:25に時差ネットされた。
また2012年10月21日の12:35 - 13:30に『ハテナの缶詰Presents ブラックマヨネーズのネホりん!ハホりん!』が放送され2013年3月にも2週にわたり放送された。
番組はリニューアルされ、2015年5月からは『マヨなか笑人』を放送している。

## 出演
- ブラックマヨネーズ（小杉竜一・吉田敬）
- 川田裕美（当時読売テレビアナウンサー、ハテナちゃん）

## コーナー
ややこしいですよ!のコーナー
番組前半のコーナー。ゲスト（番組内では「愛すべきややこしいゲスト」と呼ぶ）本人が気づいていない“ややこしい部分”をよく知る人たちの証言を元に解明していく。
セット中央の登場口に写るゲストのシルエットを見て、ブラマヨが誰がゲストなのかを予想した後、ゲストが登場する。ただし第1回のみ、ゲストに関するヒントVTR（街の人に聞いたゲストの印象など）を見てブラマヨが誰がゲストなのかを予想した後、セット内にある缶詰の中からゲストが登場する流れとなっていた。なお、第1回ゲストのキダ・タローはオープニングでブラマヨが登場する前から缶詰の中にスタンバイしていた。
ややこしスポットリサーチ
番組後半のコーナー。視聴者から寄せられた、ややこしいスポットの情報を元にややこし特派員が実態を調査する。VTR終了後に本当にややこしいスポットなのかをブラマヨとゲストがそれぞれ「ややこしい」「ややややこしい」「ややややこしくない」「ややこしくない」の4段階で評価する。第1回はヤナギブソン（ザ・プラン9）おすすめのややこしいスポットを調査した。
ややこしいお悩み解決します!のコーナー
番組後半のコーナー。ややこしい悩みを持つ芸能人がスタジオに登場し、その悩みにブラマヨとゲストが答えるコーナー。
あなたのハテナ解決します!のコーナー
番組後半のコーナー。スタジオに登場した人や視聴者からのハテナをブラマヨとゲストが解決してあげようというコーナー。
白熱!激闘!超ややこしい!珍記録オリンピック
不定期企画。数多い芸人の中でも変わった記録を持った者たちが己の珍記録を競い、吉田またはゲストが金メダル獲得者を発表する（副賞はなし）。第1回は該当者なし、第2回は長野祐介（イグニッション）。
ややこしい行先までお願いします! おまかせタクシーの旅
タクシーの運転手に抽選で決められた条件の行き先を言ったらどこに連れて行ってくれるかを検証する企画。
ややこしいおな趣味さんいらっしゃ〜い!
番組後半のコーナー。ゲストと同じややこしい趣味をもった人がスタジオに登場。
エンディング
収録終了後、楽屋やスタジオの隅に置かれた缶詰の中から登場したハテナちゃんからの質問に、ブラマヨが答えてトークを繰り広げる。

## スタッフ
- ナレーター：三浦隆志[4]（読売テレビアナウンサー）
- 演出：山口将人（読売テレビ）
- ディレクター：前等、籾山裕太
- TD/SW：藤井義行・野平浩二(野平→以前は、カメラ)（読売テレビ）
- LD：松浦正和・三村将之（読売テレビ）、廣江貞雄
- カメラ：塚本新一・坂口裕一・井ノ口鉱三（読売テレビ）
- VE：菊池健・池見憲一（読売テレビ）
- 音声：鈴木直人・沖田一剛・小野木晋（読売テレビ）
- 編集：渋谷良人
- EED：廣田拓、井上哲郎
- TELOP：岡本尚樹
- 音効：鏑木太郎
- MA：古庄陽、堀内孝太郎
- 美術：山本真平（読売テレビ）
- 美術進行：川田耕司
- イラスト：仲里カズヒロ
- オープニングムービー：コジケン
- 協力：ワイズビジョン、Nextry、つむら工芸、高津商会、A.I.C、東京衣裳、ハートス、アッシュ、放送事業社、アサヒ精版印刷
- 編成：吉田聖（読売テレビ）
- プロデューサー：小野寺将史（読売テレビ、2014年8月1日 -）、吉田典代（よしもとクリエイティブ・エージェンシー）、片岡克也（ワイズビジョン）
- チーフプロデューサー：妹尾和己（読売テレビ、2012年8月17日 -）
- 制作協力：吉本興業
- 制作著作：ytv

### 過去のスタッフ
- ディレクター：石田耕平、鷲見演博、新穂英樹
- 協力：mabu
- プロデューサー：佐藤恭仁子（読売テレビ）、中島恭助（読売テレビ、以前は、演出）、田井中皓介・坂口大輔・田尻麻衣（よしもとクリエイティブ・エージェンシー）、八田隆・木村友厚（ワイズビジョン）
- チーフプロデューサー：土居原作也（読売テレビ、2012年1月27日 - 2013年8月30日）

## 使用楽曲
- オープニング：JET「Are You Gonna Be My Girl?」